# Марсена (Алье)
Марсена́ (фр. Marcenat) — коммуна во Франции, находится в регионе Овернь. Департамент коммуны — Алье. Входит в состав кантона Сен-Пурсен-сюр-Сиуль. Округ коммуны — Мулен.
Код INSEE коммуны — 03160.

## Население
Население коммуны на 2008 год составляло 362 человека.
| 1962 | 1968 | 1975 | 1982 | 1990 | 1999 | 2008 |
| ---- | ---- | ---- | ---- | ---- | ---- | ---- |
| 336  | 359  | 291  | 349  | 330  | 303  | 362  |

## Экономика
В 2007 году среди 243 человек в трудоспособном возрасте (15—64 лет) 161 были экономически активными, 82 — неактивными (показатель активности — 66,3 %, в 1999 году было 67,8 %). Из 161 активных работали 150 человек (81 мужчина и 69 женщин), безработных было 11 (7 мужчин и 4 женщины). Среди 82 неактивных 11 человек были учениками или студентами, 32 — пенсионерами, 39 были неактивными по другим причинам.